# Attraktiv skola
Attraktiv skola var ett nationellt projekt för att stärka kvaliteten i skolorna i Sverige och öka läraryrkets attraktivitet. Projektet genomfördes mellan åren 2001 och 2006. Från början deltog 34 kommuner, under första halvan av 2006 var 23 kommuner kvar i nätverket. Initiativtagare var Utbildnings- och kulturdepartementet tillsammans med lärarfacken samt Sveriges kommuner och landsting (nuvarande Sveriges kommuner och regioner). Attraktiv skola drevs av initiativtagarna de första åren och sedan av Myndigheten för skolutveckling (MSU). Projektet avslutades 12 juni 2006.
Attraktiv skola hade sitt ursprung i den avsiktsförklaring 1998 som regeringen med Sveriges dåvarande skolminister Ylva Johansson i spetsen skrev tillsammans med företrädare för Lärarförbundet, Lärarnas Riksförbund, Svenska Kommunförbundet och Sveriges Skolledarförbund.
Under slutet av projekttiden, mars 2006, gav dåvarande regering Myndigheten för skolutveckling (MSU) i uppdrag att göra en samlad bedömning av de resultat och erfarenheter från Attraktiv Skola, som redovisades från deltagande kommuner, den nationella projektledningen samt från den externa utvärderaren Arbetslivsinstitutet. Särskilt skulle uppmärksammas de arbetsmetoder och arbetssätt som använts genom nätverk och arbetslag (blandade arbetsgrupper med politiker, förvaltningsledning, rektorer och lärare). Myndighetens bedömning var att villkoren för Attraktiv Skola visat sig vara hållbara under hela projekttiden och borde vara vägledande i kommunernas fortsatta arbete. Dessa villkor var kommunernas eget ansvar för arbetet, för fleråriga projektplaner, för dokumentation och för arbetande nätverk med blandade grupper.
Erfarenheterna från Attraktiv Skola kom att utgöra utgångspunkten för arbetssättet inom den satsning en av aktörerna bakom Attraktiv Skola, Sveriges Kommuner och Landsting (SKL), tog initiativ till 2011 i samarbete med Nationellt Centrum för Matematik (NCM). Syftet med satsningen var att kraftigt förbättra resultaten i matematik i PISA undersökningen 2015, jämfört med PISA 2009. Alla kommuner i landet inbjöds att delta i satsningen som fick namnet SKL Matematik PISA 2015. 83 kommuner anmälde sig och deltog fram till avslutningen 2016. 